# Erdoğan Teziç
Erdoğan Teziç (* 1936 in Istanbul; † 23. April 2017 ebenda) war ein türkischer Rechtswissenschaftler und Präsident des Hochschulrates (YÖK).

## Leben
Erdoğan Teziç besuchte bis 1955 das Galatasaray-Gymnasium in İstanbul. 1959 absolvierte er die Fakultät für Rechtswissenschaft an der Universität İstanbul. Zwischen den Jahren 1962 und 1965 schrieb Teziç seine Doktorarbeit an der Fakultät für Rechtswissenschaft der Pariser Sorbonne. Danach arbeitete er bis 1970 als Assistent in der Abteilung für Verfassungsrecht der Fakultät für Rechtswissenschaft an der Universität İstanbul. 1970 wurde Erdoğan Teziç Dozent für Verfassungsrecht, 1980 Professor für Verfassungsrecht und zwischen 1982 und 1999 war er Vorsitzender der Abteilung für Verfassungsrecht an derselben Fakultät. Von 1993 bis 2000 war Teziç stellvertretender Rektor der Galatasaray-Universität und Direktor des Galatasaray-Gymnasiums. Zwischen den Jahren 1999 und 2001 war er Rechtsberater im Präsidialamt der Großen Nationalversammlung der Türkei. Ab 2000 war Teziç Rektor der Galatasaray-Universität. Am 8. Dezember 2003 ernannte der damalige Präsident der Republik Türkei ihn zum Präsidenten des Hochschulrates (Yüksek Öğretim Kurulu, YÖK), diese Funktion behielt er bis zum 8. Dezember 2007.
Am 17. September 2004 erhielt Erdoğan Teziç den Orden der Ehrenlegion in der Komtur-Klasse. Teziç gab jedoch die Auszeichnung nach der Verabschiedung eines Gesetzes im französischen Parlament, das die Leugnung des Völkermordes an den Armeniern unter Strafe stellt, zurück. Im Brief, den Teziç an Jacques Chirac schickte, erklärte er: „Sehr geehrter Herr Präsident, aus Aussagen ist ersichtlich, dass dieses Gesetz von gewissen Parlamentariern unterstützt wird, nicht jedoch von der französischen Regierung. Aber durch Ihren Staatsbesuch vor kurzer Zeit in Armenien, bei dem Sie die Türken des Völkermordes an den Armeniern bezichtigten, ist ersichtlich, dass dieses Thema französische Staatspolitik ist.“